# 莫珀斯站
莫珀斯站（英語：Morpeth railway station）是英國的一個鐵路車站，位於英格蘭諾森伯蘭郡郡治莫珀斯。1847年3月1日啟用，目前由北方鐵路管理。車站由本傑明·格林設計，採用蘇格蘭男爵建築風格，目前依然保留了原有的車站建築。據統計該站為諾森伯蘭郡第三繁忙的鐵路車站。